# Robert Piloty (Jurist)
Robert Ferdinand Piloty (* 1. September 1863 in München; † 20. Juni 1926 in Ebenhausen bei München) war ein deutscher Rechtswissenschaftler, Politiker (DDP) und Kunstsammler. Er war Professor an der Universität Würzburg und Mitglied des Bayerischen Landtages sowie maßgeblich an der Ausarbeitung der Bamberger Verfassung von 1919 beteiligt.

## Leben
Piloty wurde 1863 als Sohn des Historienmalers und nachmaligen Direktors der Akademie der Bildenden Künste München, Carl Theodor von Piloty – wobei der Adelstitel des Vaters nicht erblich war – und dessen Frau geboren; sein Großvater war der Lithograf Ferdinand Piloty. 1873 bis 1881 besuchte er das Maximiliansgymnasium München. Nach dem Abitur – unter anderem mit Gustav Kahr und Carl von Tubeuf – war er Einjährig-Freiwilliger im 3. Feldartillerie-Regiment „Prinz Leopold“ der Bayerischen Armee in München.
Er studierte auf Wunsch seines Vaters Rechtswissenschaften an den Universitäten München und Berlin 1885 legte er das erste juristische Staatsexamen ab und absolvierte das Referendariat am Amtsgericht Starnberg, am Amtsgericht München, am Landgericht München I, beim Bezirksamt München I und bei Münchner Rechtsanwälten ab. 1888 legte er das Examen für den höheren Justiz- und Verwaltungsdienst in München ab. Noch im selben Jahr wurde er bei Max von Seydel mit der Dissertation Die Haftung des Staats für die pflichtwidrige Handlung des Beamten zum Dr. iur. promoviert. 1890 folgte die Habilitation zum Thema Reichsunfallversicherungsrecht an der Julius-Maximilians-Universität Würzburg. Danach war er Privatdozent für Privatrecht (1890/91), Lehrstuhlvertreter seines Lehrers von Seydel (1891–1895) und Extraordinarius an der Universität München. 1895 wurde er als Nachfolger von Karl Freiherr von Stengel ordentlicher Professor für allgemeines, deutsches und bayerisches Staatsrecht und Verwaltungsrecht an der Universität Würzburg. 1921/22 war er Dekan der Juristischen Fakultät. Rufe an die Universitäten Heidelberg (1908) und Göttingen (1918) lehnte er ab. 1912 erhielt Piloty den Titel Geheimer Hofrat. Kurz vor seinem Tode (1926) wurde sein Lehrstuhl durch den Privatdozenten und Regierungsrat Heinrich Vervier vertreten; Pilotys Nachfolger wurde 1927 der Staats- und Verwaltungsrechtler Wilhelm Laforet. Piloty war Alter Herr der Studentenverbindung Südmark-Monachia München im Burschenbunds-Convent.
Ab 1914 wurde er während des Ersten Weltkriegs als Oberleutnant der Landwehr eingesetzt und diente später bis 1915 als Lazarettkommandant in Bad Kissingen. Von 1915 bis 1916 war er Führer einer leichten Munitionskolonne in Lothringen. Wegen einer schweren Lungenentzündung 1916 verbrachte er mehrere Monate im Lazarett. Ausgezeichnet dem Eisernen Kreuz II. Klasse und dem Militärverdienstorden IV. Klasse mit Schwertern wurde Piloty 1917 aus dem Militärdienst entlassen.
1918 forderte er öffentlich die Abdankung des Kaisers Wilhelm II. 1919 war er Mitgründer und Vorstandsmitglied der Volkshochschule Würzburg und 1920 Herausgeber von Volkshochschule. Er war ab 1921 Vorstandsmitglied des Landesverbandes für Volksbildung in Bayern. Er war Mitglied des Theaterkulturverbandes, des Verbandes republikanischer Hochschullehrer und Mitglied im Reichsbanner Schwarz-Rot-Gold. Bei der Landtagswahl in Bayern 1919 erhielt er im Stimmkreis Würzburg I, II, III, Lohr ein Mandat und zog für die Deutsche Demokratische Partei, deren Mitbegründer er in Würzburg war, in den Bayerischen Landtag ein. Er gehörte dem Ausschuss zur Beratung des Entwurfs eines Volksschullehrergesetzes und eines Schulbedarfsgesetzes, dem II. Verfassungs-Ausschuss, dem Verfassungs-Ausschuss und dem XII. Volksgerichts-Ausschuss an. Außerdem war er Mitglied des Bayerischen Staatsgerichtshofes.
Einer seiner Studenten an der Rechts- und staatswissenschaftlichen Fakultät in Würzburg war der Weltkriegs-Leutnant Werner Fischl, der im Jahre 1925 Vorsitzender des Reichsbundes Demokratischer Jugend wurde und in der SBZ/DDR Generalstaatsanwalt von Sachsen-Anhalt in den Jahren 1946 bis 1952.
Wichtige Beiträge leistete er auf den Gebieten Internationales Versicherungsrecht und Waffenrecht. 1914 gehörte er als Delegierter dem deutschen Komitee für internationale Sozialversicherung in Paris an. Überdies nahm er 1917 an der internationalen Konferenz für Völkerbund in Bern teil und war 1919 Gründungsmitglied des Verbandes für internationale Verständigung. Er war maßgeblich an der Ausarbeitung der Bamberger Verfassung (1919), der ersten demokratischen Verfassung Bayerns, beteiligt. Piloty war u. a. Mitherausgeber des Jahrbuchs des öffentlichen Rechts (1907–1926) und des Handbuchs des öffentlichen Rechts der Gegenwart in Monographien (ab 1899; mit Paul Laband und Georg Jellinek) und des Archivs des öffentlichen Rechts (1908–1926).
Piloty, evangelisch getauft, war mit Melanie, Tochter des Geheimen Kommerzienrates und Industriepioniers Otto von Steinbeis, verheiratet und Vater von vier Söhnen, wovon zwei im Ersten Weltkrieg fielen. Sein Bruder Oskar Piloty fiel 1915. Er starb wegen seines wieder ausgebrochenen Lungenleidens 1926 im Sanatorium Ebenhausen bei München. Piloty wurde auf dem Nordfriedhof in München beigesetzt. Zeitlebens war er der Kunst und Kultur zugewandt, so wirkte er im Würzburger Madrigalchor und war Mitgründer der Vereinigung für Volkskonzerte. Piloty war auch ein bekannter Kunst-, Antiquitäten- und Münzsammler, dessen Sammlungen 1911 und 1927 im Rahmen von Auktionen bei Hugo Helbing und Otto Helbing Nachf. in München versteigert wurden. Bereits 1896 schenkte Piloty dem Fränkischen Kunst- und Altertumsverein zwei Flachreliefs des Würzburger Bildhauers Tilman Riemenschneider. Der auf Alte Meister spezialisierte, seit 1905 in Würzburg tätige, Kunsthändler Karl Haberstock pflegte eine enge Bekanntschaft mit Piloty.

## Auszeichnungen
- Roter Adlerorden IV. Klasse
- Verdienstorden vom Heiligen Michael IV. Klasse

## Schriften (Auswahl)
Rechtswissenschaft:
- Die Haftung des Staates für pflichtwidrige Handlungen seiner Beamten. Juristische Dissertation an der Universität München. München 1888
- Die Arbeiterversicherungsgesetze. München 1893
- Das Reichsunfallversicherungsrecht, dessen Entstehungsgeschichte und System. (3 Bände, 1890–1893)
- Austräge und Schiedsgerichte der standesherrlichen Häuser insbesondere in Bayern. Charlottenburg (1910)
- Das Recht der Meinungsäußerung im Bereich des bayerischen Staatsdienstes. München 1911
- Das Recht der Volksschulaufsicht in Bayern. (1911)
- Formen internationaler Verständigung. Stuttgart 1913
- Max von Seydel: Bayerisches Staatsrecht. (bearb. mit Josef von Grassmann, auf Grundlage der 2. Auflage 1913)
- Kritische Betrachtungen zur Auslegung des Artikels 35 des bayerischen Beamtengesetzes vom 16. August 1908. (1914)
- Das parlamentarische System. (1917)
- Das Friedensangebot der Mittelmächte. (1917) online beim Münchener Digitalisierungszentrum
- Entwurf einer Verfassungsurkunde für den Volksstaat Bayern. München 1919
- Die Verfassungsurkunde des Freistaates Bayern. (hrsg., 1919)
- Die gegenwärtige Rechtslage des bayerischen Schulwesens. (1920)
- mit Franz Schneider: Grundriß des Verwaltungsrechtes in Bayern und dem Deutschen Reiche. (1921, 4./5. Auflage 1930)

Gedichte und Essays:
- Gedichte von Robert Piloty. J.G. Cotta"sche Buchhandlung Nachfolger, Stuttgart und Berlin 1907
- Max von Seydel. Ein Nachruf. München 1901
- Gustav Siegler. Ein Lebensbild. Stuttgart 1909
- Ernst Moritz Arndt. Seine Bedeutung für die deutsche Gegenwart. Würzburg 1914